# Bò U đầu rìu
Bò U đầu rìu là giống bò có nguồn gốc ở Nghệ An, Hà Tĩnh, tập trung chủ yếu tại huyện Nam Đàn (tỉnh Nghệ An), huyện Kỳ Anh (tỉnh Hà Tĩnh) và một số địa phương lân cận. Bò có màu lông từ vàng đến nâu nhạt, cao khoảng 110 – 115 cm. Đặc điểm nổi bật là ở con đực có u vai màu hơi đen giống hình cái rìu nên gọi là "u đầu rìu". Mặt thanh, sừng ngắn to ở bò đực, nhỏ ở bò cái; tai nhỏ, thẳng, yếm thẳng và gọn; lông thưa, ngắn và mịn; đuôi dài, chỏm đuôi có màu đen.
Bê sơ sinh đạt trọng lượng 13 – 16 kg/con, đến tuổi trưởng thành con cái đạt 190 – 20 kg/con, con đực đạt 270 – 320 kg/con. Tuổi phối giống lần đầu ở bò cái là 15 – 18 tháng tuổi..
Đây là nguồn gen quý của Việt Nam rất cần được bảo tồn, khai thác và phát triển; đã được Bộ Nông nghiệp và Phát triển nông thôn công nhận là giống vật nuôi được phép sản xuất và lưu hành tại Việt Nam năm 2015